# C/1826 P1
Komet Pons ali C/1826 P1 je komet, ki ga je odkril francoski astronom Jean-Louis Pons 7. avgusta 1826 v Italiji.

## Značilnosti
Soncu se je najbolj približal 9. oktobra 1826, ko je bil na razdalji približno 0,9 a.e. od Sonca.